# Carla Couto
Pour les articles homonymes, voir Couto.
Carla Sofia Basilio Couto est une joueuse de football portugaise née le 12 avril 1974 à Lisbonne. Elle détient le record du nombre de sélections nationales dans son pays (145).

## Biographie
Carla Couto débute en club au sein du club lisboète du Sporting CP à l'âge de 16 ans. En 1994, elle rejoint 1° Dezembro, dans lequel elle a passé l'essentiel de sa carrière. Excepté une saison au CF Benfica (97-98), et une aventure asiatique de 3 mois au Guangdong Haiyin en 2002. Durant ces 17 années passées au club de Sintra, elle remporte 11 fois le championnat portugais et 6 fois la coupe du Portugal.
Lors de la saison 2011-12, elle commence la compétition avec le 1° Dezembro, avec qui elle dispute les compétitions européennes, puis elle part en Italie représenté la SS Lazio CF qui joue en Serie A, alors qu'elle a 37 ans. Elle a fait ses débuts sous le maillot "biancoceleste" en Serie A, le 8 octobre 2011, lors de la première journée du championnat. Elle marque son premier but le 12 novembre 2011, lors de la sixième journée, en marquant à la 58e minute lors de la rencontre opposant les romaines à  contre Como 2000.
En juin 2014, elle met fin à sa carrière alors qu'elle joue pour le Valadares Gaia FC, et devient ambassadrice de l'équipe nationale féminine.

## Statistiques

### En club
| Saison                | Club                  | Championnat                              | Championnat | Championnat | Coupe(s) nationale(s) | Coupe(s) nationale(s) | Compétition(s) continentale(s) | Compétition(s) continentale(s) | Compétition(s) continentale(s) | Sélection | Sélection | Sélection | Total | Total |
| Saison                | Club                  | Division                                 | M.          | B.          | M.                    | B.                    | Comp.                          | M.                             | B.                             | Équipe    | M.        | B.        | M.    | B.    |
| 1990-91               | Sporting CP           | Campeonato AF Lisboa                     | -           | -           | -                     | -                     | -                              | -                              | -                              | -         | -         | -         | 0     | 0     |
| 1991-92               | Sporting CP           | Campeonato AF Lisboa & Nacional Feminino | 24          | 31          | -                     | -                     | -                              | -                              | -                              | -         | -         | -         | 24    | 31    |
| 1992-93               | Sporting CP           | Nacional Feminino                        | 22          | 37          | -                     | -                     | -                              | -                              | -                              | -         | -         | -         | 22    | 37    |
| Sous-total            | Sous-total            | Sous-total                               | 46          | 68          | -                     | -                     | -                              | -                              | -                              | -         | -         | -         | 46    | 68    |
| 1993-94               | Trajouce              | Nacional Feminino                        | -           | -           | -                     | -                     | -                              | -                              | -                              | A         | 9         | 4         | 9     | 4     |
| Sous-total            | Sous-total            | Sous-total                               | -           | -           | -                     | -                     | -                              | -                              | -                              | -         | 9         | 4         | 9     | 4     |
| 1994-95               | 1° Dezembro           | Nacional Feminino                        | -           | -           | -                     | -                     | -                              | -                              | -                              | A         | 1         | 0         | 1     | 0     |
| 1995-96               | 1° Dezembro           | Nacional Feminino                        | -           | -           | -                     | -                     | -                              | -                              | -                              | A         | 7         | 1         | 7     | 1     |
| 1996-97               | 1° Dezembro           | Nacional Feminino                        | -           | -           | -                     | -                     | -                              | -                              | -                              | -         | 0         | 0         | 0     | 0     |
| Sous-total            | Sous-total            | Sous-total                               | -           | -           | -                     | -                     | -                              | -                              | -                              | -         | 8         | 1         | 8     | 1     |
| 1997-98               | CF Benfica            | Nacional Feminino                        | -           | -           | -                     | -                     | -                              | -                              | -                              | A         | 6         | 1         | 6     | 1     |
| Sous-total            | Sous-total            | Sous-total                               | -           | -           | -                     | -                     | -                              | -                              | -                              | -         | 6         | 1         | 6     | 1     |
| 1998-99               | 1° Dezembro           | Nacional Feminino                        | -           | -           | -                     | -                     | -                              | -                              | -                              | A         | 2         | 0         | 2     | 0     |
| 1999-00               | 1° Dezembro           | Nacional Feminino                        | -           | -           | -                     | -                     | -                              | -                              | -                              | A         | 4         | 1         | 4     | 1     |
| 2000-01               | 1° Dezembro           | Nacional Feminino                        | -           | -           | -                     | -                     | -                              | -                              | -                              | A         | 4         | 0         | 4     | 0     |
| 2001-02               | 1° Dezembro           | Nacional Feminino                        | -           | -           | -                     | -                     | -                              | -                              | -                              | A         | 10        | 1         | 10    | 1     |
| Sous-total            | Sous-total            | Sous-total                               | -           | -           | -                     | -                     | -                              | -                              | -                              | -         | 20        | 2         | 20    | 2     |
| 2002                  | Guangdong Haiyin      | CWSL                                     | -           | -           | -                     | -                     | -                              | -                              | -                              | -         | -         | -         | 0     | 0     |
| Sous-total            | Sous-total            | Sous-total                               | -           | -           | -                     | -                     | -                              | -                              | -                              | -         | -         | -         | 0     | 0     |
| 2002-03               | 1° Dezembro           | Nacional Feminino                        | -           | -           | -                     | -                     | CF                             | 2                              | 1                              | A         | 6         | 1         | 8     | 2     |
| 2003-04               | 1° Dezembro           | Nacional Feminino                        | -           | -           | -                     | -                     | CF                             | 1                              | 1                              | A         | 8         | 4         | 9     | 5     |
| 2004-05               | 1° Dezembro           | Nacional Feminino                        | -           | -           | -                     | -                     | CF                             | 2                              | 2                              | A         | 4         | 1         | 6     | 3     |
| 2005-06               | 1° Dezembro           | Nacional Feminino                        | -           | -           | -                     | -                     | -                              | -                              | -                              | A         | 5         | 0         | 5     | 0     |
| 2006-07               | 1° Dezembro           | Nacional Feminino                        | -           | -           | -                     | -                     | -                              | -                              | -                              | A         | 0         | 0         | 0     | 0     |
| 2007-08               | 1° Dezembro           | Nacional Feminino                        | -           | -           | -                     | -                     | CF                             | 2                              | 2                              | A         | 9         | 1         | 11    | 3     |
| 2008-09               | 1° Dezembro           | Nacional Feminino                        | -           | -           | -                     | -                     | CF                             | 1                              | 4                              | A         | 5         | 1         | 6     | 5     |
| 2009-10               | 1° Dezembro           | Nacional Feminino                        | 12          | 15          | 4                     | 6                     | LDC                            | 1                              | 1                              | A         | 8         | 1         | 25    | 23    |
| 2010-11               | 1° Dezembro           | Nacional Feminino                        | 7           | 11          | 2                     | 1                     | -                              | -                              | -                              | A         | 4         | 3         | 13    | 15    |
| 2011-12               | 1° Dezembro           | Nacional Feminino                        | 0           | 0           | 0                     | 0                     | LDC                            | 3                              | 1                              | A         | 0         | 0         | 3     | 1     |
| Sous-total            | Sous-total            | Sous-total                               | 19          | 26          | 6                     | 7                     | -                              | 12                             | 12                             | -         | 49        | 12        | 86    | 57    |
| 2011-12               | SS Lazio CF           | Serie A                                  | 26          | 4           | 0                     | 0                     | -                              | 0                              | 0                              | A         | 11        | 2         | 37    | 6     |
| Sous-total            | Sous-total            | Sous-total                               | 26          | 4           | 0                     | 0                     | -                              | 0                              | 0                              | -         | 11        | 2         | 37    | 6     |
| 2012-13               | Montra de Talentos    | Campeonato Promoção Feminino             | 7           | 16          | 1                     | 1                     | -                              | 0                              | 0                              | -         | 0         | 0         | 8     | 17    |
| Sous-total            | Sous-total            | Sous-total                               | 7           | 16          | 1                     | 1                     | -                              | 0                              | 0                              | -         | 0         | 0         | 8     | 17    |
| 2012-13               | Valadares Gaia FC     | Campeonato Promoção Feminino             | 7           | 10          | 5                     | 4                     | -                              | 0                              | 0                              | -         | 0         | 0         | 12    | 14    |
| 2013-14               | Valadares Gaia FC     | Nacional Feminino                        | 0           | 0           | 0                     | 0                     | -                              | 0                              | 0                              | -         | 0         | 0         | 0     | 0     |
| Sous-total            | Sous-total            | Sous-total                               | 7           | 10          | 5                     | 4                     | -                              | 0                              | 0                              | -         | 0         | 0         | 12    | 14    |
| Total sur la carrière | Total sur la carrière | Total sur la carrière                    | 100         | 113         | 11                    | 11                    | -                              | 12                             | 12                             |           | 103       | 22        | 226   | 158   |

Statistiques actualisées le 9 mars 2020

#### Matchs disputés en coupes continentales
Malgré ses 27 matches disputés en coupes européennes, elle a, avec ses coéquipières, régulièrement échoué au premier tour.
| Matchs | Date              | Stade          | Adversaire            | Résultat | Minutes | Compétition         | Buts | Tour                   | Club        |
| ------ | ----------------- | -------------- | --------------------- | -------- | ------- | ------------------- | ---- | ---------------------- | ----------- |
| 1      | 25 septembre 2002 | -, Innsbruck   | Innsbrucker AC        | 2 – 1    | 90 min  | Coupe UEFA          | 0    | Phase de qualification | 1° Dezembro |
| 2      | 27 septembre 2002 | -, Innsbruck   | Kilmarnock FC         | 0 – 2    | 90 min  | Coupe UEFA          | 1    | Phase de qualification | 1° Dezembro |
| -      | 23 août 2003      | -, Bilbao      | Athletic Bilbao       | 5 – 2    | 90 min  | Coupe UEFA          | 1    | Phase de qualification | 1° Dezembro |
| -      | 20 juillet 2004   | -, Vendargues  | SV Neulengbach        | 1 – 3    | 90 min  | Coupe UEFA          | 1    | Phase de qualification | 1° Dezembro |
| -      | 22 juillet 2004   | -, Vendargues  | UC Dublin AFC         | 1 – 1    | 90 min  | Coupe UEFA          | 1    | Phase de qualification | 1° Dezembro |
| -      | 9 août 2007       | -, Osijek      | ŽNK Osijek            | 7 – 0    | 90 min  | Coupe UEFA          | 1    | Phase de qualification | 1° Dezembro |
| -      | 11 août 2007      | -, Osijek      | Cardiff City LFC      | 0 – 2    | 90 min  | Coupe UEFA          | 1    | Phase de qualification | 1° Dezembro |
| -      | 4 septembre 2008  | -, Neulengbach | Vamos Idaliou         | 7 – 1    | 90 min  | Coupe UEFA          | 4    | Phase de qualification | 1° Dezembro |
| -      | 30 juillet 2009   | -, Brøndby     | Birkirkara FC         | 10 – 0   | 90 min  | Ligue des champions | 1    | Phase de qualification | 1° Dezembro |
| 25     | 11 août 2011      | -, Sintra      | ASA Tel-Aviv          | 1 – 1    | 90 min  | Ligue des champions | 0    | Phase de qualification | 1° Dezembro |
| 26     | 13 août 2011      | -, Sintra      | FK Liepājas Metalurgs | 4 – 0    | 90 min  | Ligue des champions | 1    | Phase de qualification | 1° Dezembro |
| 27     | 15 août 2011      | -, Sintra      | MTK Budapest FC       | 0 – 0    | 90 min  | Ligue des champions | 0    | Phase de qualification | 1° Dezembro |

- 15 matchs

### En sélection nationale
Elle revêt pour la première fois le maillot de la sélection portugaise, le 11 novembre 1993, à l'age de 19 ans, face à la Suède. Ce dernier n’est pas comptabilisé par la Fédération de Suède ni la FIFA. Le 18 juin 2006, elle atteint les 100 sélections, et devient ainsi la première portugaise à disputer son 100e match international. Quatre ans plus tard, le 23 juin 2010, elle a dépasse, avec son 128e match international, le record portugais de son homologue masculin Luís Figo. Son 145e et dernier match international, elle le joue une semaine avant son 38e anniversaire, le 5 avril 2012 lors des qualifications pour le Championnat d'Europe 2013 contre l'Autriche. Défaite 1 à 0.
Elle participe régulièrement avec la sélection à l'Algarve Cup et marqué 19 buts. avec Abby Wambach. Au total, elle dispute 60 matchs à ce tournoi. 
Son premier but international est marqué le 20 mars 1994, lors du match Finlande - Portugal comptant pour l'attribution de la 5e place de la toute première Algarve Cup.
Malgré sa longue carrière internationalle elle ne s'est jamais qualifier pour un tournoi majeur de football avec l'équipe nationale. Durant sa carrière internationale elle aura marqué 29 buts en 145 sélections.

## Palmarès

### Avec le1° Dezembro
- Championne du Nacional Feminino : 11 fois — 1999-00, 2001-02, 2002-03, 2003-04, 2004-05, 2005-06, 2006-07, 2007-08, 2008-09, 2009-10 et 2010-11.
- Vainqueur de la Taça de Portugal : 6 fois — 2003-04, 2005-06, 2006-07, 2007-08, 2009-10 et 2010-11.
- Vice-championne du Nacional Feminino : 3 fois — 1995-96,  1996-97 et 2000-01

### Avec leValadares Gaia FC
- Finaliste de la Taça de Portugal : 1 fois — 2012-13.
- Vice-championne du Campeonato Promoção Feminino : 1 fois — 2012-13